# Rıza Kayaalp
Rıza Kayaalp (Yozgat, 10 d'octubre de 1989) és un lluitador turc, campió del món 2011 i europeu des del 2005 en diverses categories d'edat. Kayaalp va guanyar la medalla d'or en els Jocs del Mediterrani de 2009 en la categoria de 120 kg de l'estil grecoromà.
Kayaalp va participar en els Jocs Olímpics d'Estiu de 2012 a Londres on va guanyar medalla de bronze en l'estil grecoromà a 120 kg. Ell era el portador de la bandera de Turquia a la cerimònia d'obertura dels Jocs del Mediterrani de 2013, celebrada el 20 de juny a Mersin.
Participa en els Jocs Olímpics de Rio de Janeiro 2016, on també és encarregat de portar la bandera turca, en 130 kg.